# 1786 Raahe
1786 Raahe este un asteroid din centura principală, descoperit pe 9 octombrie 1948, de Heikki Alikoski.